# 7351-es mellékút (Magyarország)
A 7351-es számú mellékút egy bő öt kilométer hosszú, négy számjegyű országos közút Zala vármegye keleti részén. Nagyrészt lakott területeken húzódik, a Keszthelyi járásban fekvő Alsópáhok és Felsőpáhok területén, a 75-ös és a 760-as főutakat kapcsolja össze.

## Nyomvonala
A 75-ös főútból ágazik ki, annak 3,250-es kilométerszelvényénél, Alsópáhok belterületének déli részén; eszak felé indul, Dózsa György utca néven. 550 méter után kiágazik belőle nyugat felé a 73 174-es út, ami a településhez tartozó Nemesboldogasszonyfára vezet, és ott ér véget 1,8 kilométer után (de egy önkormányzati útra letérve Szentgyörgyvárra is eljuthatunk rajta). Ezt követően a Fő utca nevet veszi fel, majd 1,6 kilométer után keletről, Hévíz felől beletorkollik a 7332-es út, pontosan 4 kilométer után.
2,7 kilométer megtétele után átlép Felsőpáhokra, a két település itt gyakorlatilag teljesen egybeépült, szinte csak az út irányváltása jelzi, hogy új településre érkezett az utazó: ezután ugyanis nyugat felé halad tovább, a Szent István utca nevet viselve. Negyedik kilométere után lép ki a község házai közül, nem sokkal ezután újból északnak fordul. A község nyugati határszélén ér véget, a 760-as főút csomópontja előtt.
A főúttal azonban nem találkozik, mivel az áthajtó ágak önálló útszámmal számozódnak: a Zalacsány felé felhajtó ág a 76 602-es, az onnan lehajtó ág pedig a 76 601-es számozást viseli. [Az ellenkező irányban, Keszthely felé nem lehet felhajtani a 760-as főútra ebben a csomópontban.] Még egy út ágazik ki onnan, ahol a 7351-es és a le- illetve felhajtó ágak találkoznak: délnyugat felé a 73 175-ös, ami a Felsőpáhokhoz tartozó Zalaköszvényesre vezet és ott ér véget, bő fél kilométer megtétele után.
Teljes hossza, az országos közutak térképes nyilvántartását szolgáló kira.gov.hu adatbázisa szerint 5,351 kilométer.